# Gongora horichiana
Gongora horichiana är en orkidéart som beskrevs av Jack Archie Fowlie. Gongora horichiana ingår i släktet Gongora och familjen orkidéer. Inga underarter finns listade i Catalogue of Life.